# Tompo
Der Tompo (jakutisch und russisch Томпо) ist ein 570 km langer rechter Nebenfluss des Aldan in Nordostsibirien (Russland, Asien).

## Verlauf
Der Tompo entspringt in der Suntar Chajata, einem Ausläufer des Werchojansker Gebirges, in etwa 1800 m Höhe auf der Nordwestseite des hier knapp 2200 Meter hohen Brjungjadinski-Kammes. Er durchfließt dieses Gebirge in mehreren großen Bögen und hat auf diesem Abschnitt den ausgeprägten Charakter eines Gebirgsflusses mit teilweise engem, felsigen Tal und schneller Strömung. Etwa 150 Kilometer vor seiner Mündung erreicht der Tompo den Ostteil der Mitteljakutischen Niederung, die er in südwestlicher Richtung durchfließt. Der Fluss verzweigt sich hier in eine Vielzahl von Armen und mündet schließlich in 101 m Höhe gegenüber dem Dorf Megino-Aldan, knapp 50 Kilometer nordwestlich von Chandyga, in den Aldan.
Die bedeutendsten Nebenflüsse sind von links Tomporuk (Länge 186 km) und Mankjule (225 km), von rechts Delinja (357 km) und Chunchada (389 km).
In seinem gesamten Verlauf durchfließt der Tompo auf dem Territorium der autonomen Republik Sacha (Jakutien) nur dünn besiedeltes Gebiet. Am linken Ufer des Mittellaufes liegen die Dörfer Tompo (gegenüber der Chunchada-Mündung) und Topolinoje.

## Hydrografie
Das Einzugsgebiet des Tompo umfasst etwa 42.700 km². In Mündungsnähe erreicht der Fluss eine Breite von fast 500 Meter und etwa 1,5 Meter Tiefe; die Fließgeschwindigkeit beträgt 0,8 m/s.
Der Tompo gefriert zwischen Mitte Oktober und der zweiten Maihälfte. Dabei friert er etwa von Januar bis Anfang Mai bis zum Grund durch. Die mittlere monatliche Wasserführung beträgt in Mündungsnähe 254 m³/s, bei Topolinoje am Mittellauf 163 m³/s (Maximum im Juni mit 545 m³/s).

## Infrastruktur
Der Tompo ist nicht schiffbar.
Im durchflossenen Gebiet fehlt jegliche Infrastruktur fast völlig; es gibt keine Brücken über den Fluss. Die Fernstraße Kolyma („Kolyma-Trakt“, M56) verläuft südlich, annähernd parallel zum Gesamtverlauf des Flusses und nähert sich ihm stellenweise auf einige dutzend Kilometer. Östlich von Tjoply Kljutsch zweigt vom Kolyma-Trakt eine unbefestigte, etwa 200 Kilometer lange Straße zum Dorf Topolinoje, die abschnittsweise dem linken Tompo-Ufer folgt.